# كورنواليس (نوفا سكوشا)
كورنواليس (بالإنجليزية: Cornwallis Square, Nova Scotia)‏ هي قرية تقع في كندا في Kings County.

## المناخ
يظهر الجدول التالي التغييرات المناخية على مدار السنة لكورنواليس:
| البيانات المناخية لـكورنواليس     | البيانات المناخية لـكورنواليس | البيانات المناخية لـكورنواليس | البيانات المناخية لـكورنواليس | البيانات المناخية لـكورنواليس | البيانات المناخية لـكورنواليس | البيانات المناخية لـكورنواليس | البيانات المناخية لـكورنواليس | البيانات المناخية لـكورنواليس | البيانات المناخية لـكورنواليس | البيانات المناخية لـكورنواليس | البيانات المناخية لـكورنواليس | البيانات المناخية لـكورنواليس | البيانات المناخية لـكورنواليس |
| الشهر                             | يناير                         | فبراير                        | مارس                          | أبريل                         | مايو                          | يونيو                         | يوليو                         | أغسطس                         | سبتمبر                        | أكتوبر                        | نوفمبر                        | ديسمبر                        | المعدل السنوي                 |
| --------------------------------- | ----------------------------- | ----------------------------- | ----------------------------- | ----------------------------- | ----------------------------- | ----------------------------- | ----------------------------- | ----------------------------- | ----------------------------- | ----------------------------- | ----------------------------- | ----------------------------- | ----------------------------- |
| الدرجة القصوى °م (°ف)             | 18.0 (64.4)                   | 17.5 (63.5)                   | 24.5 (76.1)                   | 27.5 (81.5)                   | 33.5 (92.3)                   | 34.0 (93.2)                   | 34.5 (94.1)                   | 36.0 (96.8)                   | 33.5 (92.3)                   | 27.0 (80.6)                   | 23.0 (73.4)                   | 18.5 (65.3)                   | 36.0 (96.8)                   |
| متوسط درجة الحرارة الكبرى °م (°ف) | −1.2 (29.8)                   | −0.2 (31.6)                   | 3.7 (38.7)                    | 9.9 (49.8)                    | 17.0 (62.6)                   | 22.2 (72.0)                   | 25.6 (78.1)                   | 25.1 (77.2)                   | 20.5 (68.9)                   | 13.9 (57.0)                   | 7.8 (46.0)                    | 2.0 (35.6)                    | 12.2 (54.0)                   |
| المتوسط اليومي °م (°ف)            | −5.6 (21.9)                   | −4.9 (23.2)                   | −0.6 (30.9)                   | 5.2 (41.4)                    | 11.1 (52.0)                   | 16.2 (61.2)                   | 19.6 (67.3)                   | 19.1 (66.4)                   | 14.9 (58.8)                   | 9.0 (48.2)                    | 4.0 (39.2)                    | −2.0 (28.4)                   | 7.1 (44.8)                    |
| متوسط درجة الحرارة الصغرى °م (°ف) | −10.1 (13.8)                  | −9.5 (14.9)                   | −5.4 (22.3)                   | 0.3 (32.5)                    | 5.3 (41.5)                    | 10.1 (50.2)                   | 13.6 (56.5)                   | 13.1 (55.6)                   | 9.2 (48.6)                    | 4.1 (39.4)                    | 0.1 (32.2)                    | −5.9 (21.4)                   | 2.1 (35.8)                    |
| أدنى درجة حرارة °م (°ف)           | −31.0 (−23.8)                 | −35.5 (−31.9)                 | −26.0 (−14.8)                 | −14.5 (5.9)                   | −5.5 (22.1)                   | −0.5 (31.1)                   | 3.5 (38.3)                    | 1.0 (33.8)                    | −4.0 (24.8)                   | −8.0 (17.6)                   | −17.0 (1.4)                   | −26.5 (−15.7)                 | −35.5 (−31.9)                 |
| الهطول مم (إنش)                   | 111.0 (4.37)                  | 86.6 (3.41)                   | 103.8 (4.09)                  | 92.7 (3.65)                   | 98.0 (3.86)                   | 76.6 (3.02)                   | 77.6 (3.06)                   | 75.2 (2.96)                   | 102.0 (4.02)                  | 109.3 (4.30)                  | 119.1 (4.69)                  | 114.2 (4.50)                  | 1٬166 (45.91)                 |
| معدل هطول الأمطار مم (إنش)        | 46.3 (1.82)                   | 43.0 (1.69)                   | 67.4 (2.65)                   | 80.2 (3.16)                   | 97.3 (3.83)                   | 76.6 (3.02)                   | 77.6 (3.06)                   | 75.2 (2.96)                   | 102.0 (4.02)                  | 109.3 (4.30)                  | 105.6 (4.16)                  | 66.6 (2.62)                   | 947.0 (37.28)                 |
| متوسط تساقط الثلوج سم (إنش)       | 64.7 (25.5)                   | 43.6 (17.2)                   | 36.4 (14.3)                   | 12.5 (4.9)                    | 0.7 (0.3)                     | 0.0 (0.0)                     | 0.0 (0.0)                     | 0.0 (0.0)                     | 0.0 (0.0)                     | 0.0 (0.0)                     | 13.5 (5.3)                    | 47.6 (18.7)                   | 219.0 (86.2)                  |
| المصدر: Environment Canada        |                               |                               |                               |                               |                               |                               |                               |                               |                               |                               |                               |                               |                               |